# Meister der Ilsung-Madonna

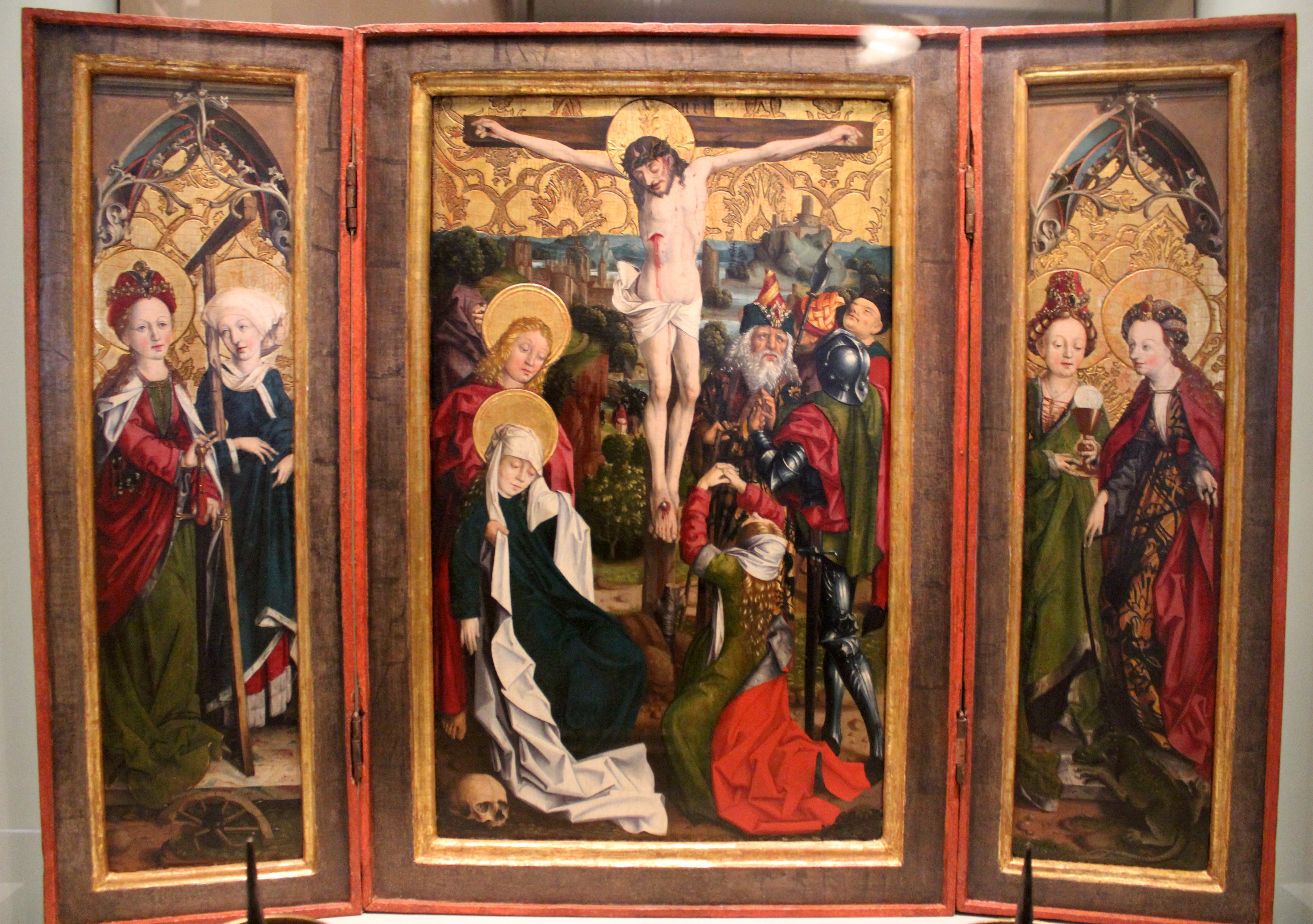
Triptyque de la Crucifixion, Musée historique allemand, Berlin.

Le Meister der Ilsung-Madonna est un peintre anonyme de style gothique actif à Augsbourg vers 1475.

## Style
On le désigne par le nom de convention Meister der Ilsung-Madonna (Maître de la Madone Ilsung) d'après son tableau destiné à la basilique Saint-Ulrich-et-Sainte-Afre d'Augsbourg qui porte le blason de la famille patricienne Ilsung. Il est l'un des artistes les plus significatifs du style gothique tardif d'Augsburg. Bien que travaillant de façon très indépendante, il semble avoir été influencé par le style hollandais et fait preuve d'un réalisme particulier dans la représentation spatiale.

## Œuvres choisies
- Ilsung-Madonna, vers 1475 ;
- Naissance de Jésus, vers 1475 ;
- Sainte Salomé avec ses fils et sainte Élisabeth, panneau d'autel, vers 1485-90 ;
- Triptyque de la Crucifixion, vers 1485, Musée historique allemand.